# P-Gruppe
Für eine Primzahl {\displaystyle p} ist eine {\displaystyle p}-Gruppe in der Gruppentheorie eine Gruppe, in der die Ordnung jedes Elements eine Potenz von {\displaystyle p} ist. Das heißt, für jedes Element {\displaystyle g} der Gruppe gibt es eine natürliche Zahl {\displaystyle n}, so dass {\displaystyle g} hoch {\displaystyle p^{n}} gleich dem neutralen Element der Gruppe ist.
Die Sylow-Sätze ermöglichen es, {\displaystyle p}-Untergruppen von endlichen Gruppen mit kombinatorischen Methoden aufzufinden. Besonders wichtig sind dabei die maximalen {\displaystyle p}-Untergruppen, die {\displaystyle p}-Sylowgruppen, einer endlichen Gruppe.

## Definitionen und Eigenschaften
- Eine Untergruppe {\displaystyle H} einer Gruppe {\displaystyle G} heißt {\displaystyle p}-Untergruppe, wenn sie eine {\displaystyle p}-Gruppe ist.
- Eine {\displaystyle p}-Untergruppe {\displaystyle H} einer Gruppe {\displaystyle G} heißt {\displaystyle p}-Sylowuntergruppe oder {\displaystyle p}-Sylowgruppe von {\displaystyle G}, wenn sie maximale {\displaystyle p}-Untergruppe von {\displaystyle G} ist. Das heißt, für jede {\displaystyle p}-Untergruppe {\displaystyle U} von Fehler beim Parsen (SVG (MathML kann über ein Browser-Plugin aktiviert werden): Ungültige Antwort („Math extension cannot connect to Restbase.“) von Server „http://localhost:6011/de.wikipedia.org/v1/“:): {\displaystyle G}
 folgt aus {\displaystyle H\subseteq U}, dass {\displaystyle H=U} gilt. (Dabei steht {\displaystyle p} hier für eine feste Primzahl.)

- {\displaystyle p}-Gruppen sind spezielle Torsionsgruppen (dies sind Gruppen, in denen jedes Element endliche Ordnung hat).

## Speziellep-Gruppen

### Endlichep-Gruppen
- Ist {\displaystyle G} eine endliche Gruppe, dann ist sie genau dann eine {\displaystyle p}-Gruppe, wenn ihre Ordnung eine Potenz von {\displaystyle p} ist.
- Das Zentrum einer endlichen nichttrivialen {\displaystyle p}-Gruppe ist selbst eine nichttriviale {\displaystyle p}-Gruppe. Das zeigt man mit der Bahnformel für die Konjugation.[3]
- Im Spezialfall einer Gruppe der Ordnung {\displaystyle p^{2}} kann man sogar noch mehr sagen: In diesem Fall ist die Gruppe entweder zu der zyklischen Gruppe {\displaystyle C_{p^{2}}} oder zum direkten Produkt {\displaystyle C_{p}\times C_{p}} isomorph. Insbesondere ist die Gruppe also abelsch.
- Jede endliche {\displaystyle p}-Gruppe ist nilpotent[4] und damit auch auflösbar.
- Eine nichttriviale endliche {\displaystyle p}-Gruppe ist genau dann einfach, hat also nur die trivialen Normalteiler, wenn sie {\displaystyle p} Elemente hat und damit isomorph zu {\displaystyle C_{p}} ist.
- {\displaystyle p}-Gruppen derselben Ordnung müssen nicht isomorph sein, z. B. sind die zyklische Gruppe {\displaystyle C_{4}} und die Kleinsche Vierergruppe beides 2-Gruppen der Ordnung 4, aber nicht zueinander isomorph. Eine {\displaystyle p}-Gruppe muss auch nicht abelsch sein, z. B. ist die Diedergruppe {\displaystyle D_{8}} eine nichtabelsche 2-Gruppe.
- Es gibt bis auf Isomorphie genau fünf Gruppen der Ordnung {\displaystyle p^{3}}. Davon sind drei abelsch.
- Es gibt bis auf Isomorphie genau P(n) abelsche Gruppen der Ordnung {\displaystyle p^{n}}. Dabei ist P die Partitionsfunktion.
- Hat eine endliche Gruppe {\displaystyle G} die Gruppenordnung {\displaystyle |G|=p^{r}\cdot m\;\left(r,m\in \mathbb {N} \setminus \lbrace 0\rbrace \right)} und ist dabei {\displaystyle m} teilerfremd zu {\displaystyle p,} dann enthält {\displaystyle G} für jede Zahl {\displaystyle s\in \lbrace 0,1,\ldots r\rbrace } eine {\displaystyle p}-Untergruppe {\displaystyle H} mit {\displaystyle p^{s}} Elementen. Für {\displaystyle s=r} ist {\displaystyle H} eine {\displaystyle p}-Sylow-Untergruppe. Falls {\displaystyle s<r} ist, dann ist {\displaystyle H} ein Normalteiler in einer {\displaystyle p}-Untergruppe mit der Gruppenordnung {\displaystyle p^{s+1}} von {\displaystyle G}.[5] Ist in der beschriebenen Situation {\displaystyle H<G} eine p-Sylow-Untergruppe, dann gilt {\displaystyle N_{G}(N_{G}(H))=N_{G}(H)}, wobei {\displaystyle N_{G}} einer Untergruppe ihren Normalisator zuordnet.[6]

### Elementar abelsche Gruppe
Eine beliebige Gruppe heißt elementar abelsche Gruppe, wenn jedes Gruppenelement (außer dem neutralen Element) die Ordnung p hat (p Primzahl) und ihre Verknüpfung kommutativ ist. Elementar abelsche Gruppen sind also spezielle abelsche p-Gruppen. Der Begriff wird meistens für endliche Gruppen gebraucht.
- Eine endliche Gruppe G ist genau dann elementar abelsch, wenn eine Primzahl p existiert, so dass G ein endliches (inneres) direktes Produkt von zyklischen Untergruppen der Ordnung p ist.

Eine beliebige, auch unendliche Gruppe ist genau dann elementar abelsch, wenn eine Primzahl p existiert, so dass
- jede ihrer endlich erzeugbaren Untergruppen ein endliches (inneres) direktes Produkt von zyklischen Untergruppen der Ordnung p ist oder
- sie als Gruppe isomorph zu einem {\displaystyle \mathbb {Z} /p\mathbb {Z} }-Vektorraum {\displaystyle (V,+)} über dem Restklassenkörper {\displaystyle \mathbb {Z} /p\mathbb {Z} } ist.

Ein endliches direktes Produkt kann hier auch „leer“ sein oder nur einen Faktor haben. Die triviale, einelementige Gruppe ist also ebenfalls elementar abelsch und dies bezüglich jeder Primzahl. Eine nichttriviale zyklische Gruppe ist genau dann elementar abelsch, wenn sie isomorph zu einem endlichen Primkörper (als additive Gruppe) ist.
Aus den genannten Darstellungen wird offensichtlich:
- Jede Untergruppe und jede Faktorgruppe einer elementar abelschen Gruppe ist elementar abelsch.

## Beispiele und Gegenbeispiele

### Endliche Gruppen
- Die zyklische Gruppe {\displaystyle C_{p}} ist eine abelsche p-Gruppe und sogar elementar abelsch.
- Das direkte Produkt {\displaystyle C_{p}\times C_{p}} ist eine elementar abelsche p-Gruppe.
- Die zyklische Gruppe {\displaystyle C_{p^{2}}} ist eine abelsche p-Gruppe, die nicht elementar abelsch ist.
- Die Diedergruppe {\displaystyle D_{8}} und die Quaternionengruppe {\displaystyle Q_{8}} sind nicht abelsche 2-Gruppen.
- Keine p-Gruppe und damit auch nicht elementar abelsch ist z. B. die zyklische Gruppe {\displaystyle C_{6}\cong C_{2}\times C_{3}}, da sie Elemente der Ordnung 6 enthält und 6 keine Primzahlpotenz ist.
- Ebenso ist die symmetrische Gruppe {\displaystyle S_{3}} keine p-Gruppe, da sie Elemente der Ordnung 2 und Elemente der Ordnung 3 enthält, und diese Ordnungen nicht Potenzen derselben Primzahl sind.

### Beispiele unendlicherp-Gruppen
- Betrachte die Menge aller rationalen Zahlen, deren Nenner 1 oder eine Potenz der Primzahl p ist. Mit der Addition dieser Zahlen modulo 1 erhalten wir eine unendliche abelsche p-Gruppe. Jede Gruppe, die hierzu isomorph ist, heißt {\displaystyle p^{\infty }}-Gruppe. Gruppen dieses Typs sind wichtig bei der Klassifikation unendlicher abelscher Gruppen.

- Die {\displaystyle p^{\infty }}-Gruppe ist auch isomorph zur multiplikativen Gruppe derjenigen komplexen Einheitswurzeln, deren Ordnung eine p-Potenz ist. Diese Gruppe ist eine abelsche p-Gruppe aber nicht elementar abelsch.

- Der rationale Funktionenkörper {\displaystyle \mathbb {Z} /5\mathbb {Z} (t)} in einer Variablen ist (als Gruppe mit der Addition) eine unendliche elementar abelsche 5-Gruppe.